# Markslåttjärnen
Markslåttjärnen är en sjö i Ånge kommun i Medelpad och ingår i Ljungans huvudavrinningsområde. Sjön har en area på 0,0238 kvadratkilometer och ligger 354 meter över havet. Sjön avvattnas av vattendraget Kroktjärnån.

## Delavrinningsområde
Markslåttjärnen ingår i det delavrinningsområde (691291-145555) som SMHI kallar för Utloppet av Markslåttjärnen. Medelhöjden är 362 meter över havet och ytan är 0,34 kvadratkilometer. Det finns ett avrinningsområde uppströms, och räknas det in blir den ackumulerade arean 7,89 kvadratkilometer. Kroktjärnån som avvattnar avrinningsområdet har biflödesordning 3, vilket innebär att vattnet flödar genom totalt 3 vattendrag innan det når havet efter 178 kilometer. Avrinningsområdet består mestadels av skog (94 procent).